# Achille Compagnoni
Achille Compagnoni est un alpiniste italien né le 26 septembre 1914 à Santa Caterina di Valfurva (Italie) et mort le 13 mai 2009 à Aoste, à l'âge de 94 ans.
Il est connu notamment pour avoir été le premier homme à avoir atteint le sommet du K2, le 31 juillet 1954, accompagné de Lino Lacedelli. Ils étaient tous deux membres d'une équipe d'une dizaine de personnes comprenant, entre autres, Walter Bonatti. Cette expédition a été organisée par Ardito Desio.

## La conquête du K2

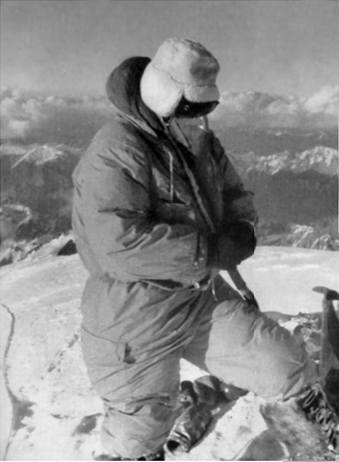
Compagnoni au sommet du K2 le 31 juillet 1954.

En 1953, alors que l'Everest est conquis par le Néo-Zélandais Edmund Hillary, accompagné du sherpa Tensing Norgay, le K2 reste le plus grand sommet invaincu. Mais l’autoritaire Ardito Desio, soutenu par le premier ministre De Gasperi, organise son expédition avec l’autorisation du premier ministre de la toute nouvelle République pakistanaise.
Il sélectionne, à la suite de sévères examens médicaux, 11 grimpeurs qu’il envoie s’entraîner et tester le matériel dans les Alpes. Au Pakistan, l’expédition ne compte pas moins de 13 tonnes de matériel, 700 porteurs. Neuf camps d'altitude sont successivement installés pour se rapprocher du sommet. L'expédition est toutefois endeuillée par le décès d’un des alpinistes, Mario Puchoz d'un œdème aigu du poumon.
Pendant la nuit du 30 au 31 juillet, entre l’avant-dernier et le dernier camp, c'est le drame. Deux hommes étaient chargés d’apporter aux deux alpinistes de tête les bouteilles d’oxygène nécessaires à l’assaut final. Or le Hunza Mahdi et le benjamin de l’expédition, Walter Bonatti, arrivés trop tard pour redescendre avant la nuit, ne trouvent pas le dernier camp. Compagnoni et Lacedelli l’ont en effet installé bien plus haut que la position pourtant convenue la veille. Sans équipement, Mahdi et Bonatti sont contraints à un terrible bivouac, auquel ils parviennent à survivre au prix de graves gelures aux pieds et aux mains pour Mahdi, qui sera amputé. Ils reviennent miraculeusement au matin alors que leurs compagnons descendent de leur tente pour chercher les bouteilles et réaliser l'assaut final. 
Le 31 juillet 1954, après plus de dix heures d'efforts, Lacedelli et Compagnoni étaient les premiers hommes à atteindre le sommet. Le monde apprend le 3 août qu’au sommet du K2 flottait le drapeau italien.

## Controverse
La réputation de l'alpiniste et vainqueur du K2, Achille Compagnoni, est toutefois ternie par les révélations sur le déroulement réel de l'ascension finale du K2, les 30 et 31 juillet 1954. En effet, Compagnoni rapporta un récit incomplet assorti de mensonges au chef d'expédition Desio.
Il revendiqua notamment l'ascension des 200 derniers mètres de dénivelé sans oxygène (de 8 400 m à 8 616 m) en 2 heures tout en ayant gardé sur le dos sa claie dotée de 3 bouteilles jusqu'au sommet. En dehors de cette performance anormale, le mensonge éclata finalement au grand jour en 1994 par la publication de deux photos de Lacedelli et Compagnoni au sommet du K2 : ce dernier respirant avec son masque et le tuyau connecté à l'oxygène. Compagnoni voulait démontrer alors que le comportement de Walter Bonatti la veille du sommet avait failli porter préjudice à la victoire, accusant ce dernier d'avoir consommé une partie de l'oxygène (bien que Bonatti n'eût ni masque, ni mélangeur à disposition) lors d'un bivouac à 7 990 m (en fait 8 100 m) et d'avoir tenté de le doubler.
Or, Achille Compagnoni a cherché à occulter une situation peu glorieuse, à savoir l'abandon en pleine paroi en début de nuit du 30 juillet de Walter Bonatti et du porteur Mahdi qui avaient été chargés d'apporter les bouteilles d'oxygène du camp VII au camp IX. En effet, après avoir modifié l'emplacement prévu de ce dernier camp (conduisant ainsi Bonatti et Mahdi à se perdre dans la nuit), Compagnoni et Lacedelli n'apportèrent pas d'assistance malgré les appels de leurs infortunés compagnons et leur ordonnèrent de redescendre au camp VIII au cours d'un échange laconique. Bonatti et Mahdi passèrent ainsi la nuit dans des températures glaciales à 8 100 m, altitude et température généralement mortelles pour un bivouac en plein air.
Compagnoni, qui s'était retiré dans les Alpes italiennes, près du Cervin, ne voulut jamais modifier son récit ou justifier son comportement. Il fut décoré du titre de Chevalier Grand-Croix le 21 décembre 2004 par l'État italien.